# 산타클로스 (1994년 영화)
《산타클로스》(영어: The Santa Clause)는 미국에서 제작된 존 파스퀸 감독의 1994년 크리스마스 가족 판타지 코미디 영화이다. 팀 앨런 등이 출연하였고, 브라이언 라일리 등이 제작에 참여하였다.
속편 《산타클로스 2》(2002)와 《산타 클로스 3: 산타의 탈출》(2006)로 이어진다.

## 출연진
- 팀 앨런
- 에릭 로이드
- 웬디 크루슨
- 저지 라인홀드
- 데이비드 크럼홀츠
- 피터 보일
- 제인 이스트우드
- 메리 그로스
- 태비사 루피언
- 존 파스퀸
- 스티브 비너비치
- 프랭크 웰커

## 기타 제작진
- 공동 제작: 캐럴라인 배런, 윌리엄 W. 윌슨 3세
- 협력 제작: 로버트 F. 뉴마이어, 수전 E. 노빅
- 배역: 러네이 루셀로
- 미술: 캐럴 스피어
- 의상: 캐럴 램지

## 우리말 녹음
KBS 성우진 (1999년 12월 24일)
- 양지운 - 스콧 (팀 앨런)
- 정미숙 - 찰리 (에릭 로이드)
- 강희선 - 로라 (웬디 크루슨)
- 김태연
- 윤병화
- 유동현
- 김순영
- 박형욱
- 김우정
- 은영선

## 같이 보기
- 크리스마스 영화 목록